# Yolanda Hadid

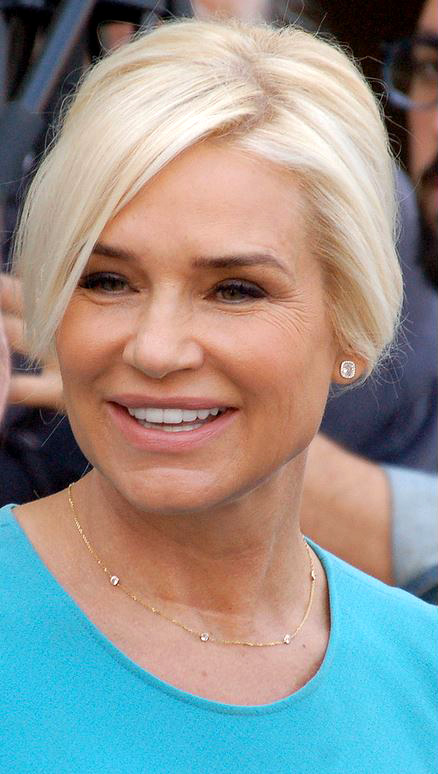
Yolanda Hadid (2013)

Yolanda Hadid (geb. van den Herik; * 11. Januar 1964 in Papendrecht) ist ein niederländisches Model, Fernsehdarstellerin und Autorin. Seit 2013 besitzt sie auch die US-amerikanische Staatsbürgerschaft. Internationale Bekanntheit erreichte sie durch ihr Mitwirken in der Fernsehsendung The Real Housewives of Beverly Hills. Sie ist die Mutter von Gigi, Bella und Anwar Hadid. 

## Karriere
Bei einer Modenschau des niederländischen Modedesigners Frans Molenaar wurde Hadid von Eileen Ford entdeckt und bei Ford Models unter Vertrag genommen. Als erfolgreiches Model erschien Hadid in Zeitschriften wie Vogue und lief auf internationalen Fashion Weeks. 1994 zog Hadid nach Los Angeles und heiratete dort Mohamed Hadid.
Von 2012 bis 2016 war Hadid Teil der Hauptbesetzung von The Real Housewives of Beverly Hills, einer US-Reality-Fernsehsendung der Franchise The Real Housewives.
2014 hatte Hadid einen Gastauftritt in Lady Gagas Musikvideo zur Single G.U.Y. des Albums ARTPOP.
Yolanda Hadids Autobiografie Believe Me: My Battle with the Invisible Disability of Lyme Disease wurde 2017 veröffentlicht. Ab 2018 wurde Hadids eigene Fernsehsendung Making a Model with Yolanda Hadid auf dem amerikanischen Fernsehsender Lifetime ausgestrahlt.

## Leben
Von 1994 bis 2000 war Hadid mit Mohamed Hadid verheiratet. Aus der Ehe gingen zwei Töchter, Jelena (Gigi) und Isabella (Bella), sowie ein Sohn, Anwar, hervor. Hadids Kinder erreichten jeweils selbst internationale Bekanntheit, Gigi und Bella als Models, Anwar durch seine Beziehung zur britischen Sängerin Dua Lipa. 
2011 heiratete sie den kanadischen Musikproduzenten David Foster in Beverly Hills, während dieser Ehe führte sie den Namen Yolanda Foster. Das Paar ließ sich 2017 scheiden, woraufhin sie wieder ihren ersten Ehenamen annahm.